# Miodrag Erić
Miodrag Erić (30. decembar 1935 — 25. januar  2009) bio je ginekolog, akušer, i onkolog.

## Biografija
Rođen u Resniku kragujevačkom, gde je završio četiri razreda osnovne škole. Potom 1955. godine završava gimnaziju u Kragujevcu, a Medicinski fakultet u Beogradu 1962. godine. 
Za vreme staža u Kragujevcu radio je u zdravstvenoj stanici Stragari gde je bio VD upravnik.
- Stručni ispit polaže u Zagrebu 1964. i radi kao upravnik zdravstvene stanice Darda; 1967. jd izabran je za direktora Doma Zdravlja u Belom Manastiru, 1970.završio dvosemestralni kurs iz javnog zdravstva za rukovodioce velikih zdrastvenih ustanova u Beogradu. Zatim odlazi na specijalizaciju iz ginekologije i akušerstva, staž obavlja u Osijeku i Beogradu gde je 1975. položio specijalistički ispit. Iste godine završio je i šestomesečnu edukaciju iz kolposkopije i eksfolijativne citologije.

- Kao direktor Doma Zdravlja Beli Manastir, a zatim dispanzera za žene i vanbolničkog porodilišta u Kneževu kod Belog Manastira, bio je rukovodilac projekta (1969-1973) "Uticaj zdrastvene zaštite na nivo smrtnosti odojčadi u opštini Beli Manastir", u saradnji sa Saveznim zavodom iz Beograda i Instituta za majku i dete iz Zagreba. Pokazano  je kako uspesi zavise od adekvatnog pristupa-smrtnost novorođenih u opštini Beli Manastir smanjen je sa 85 promila na 19,3 promila.
- Zatim 1984. prelazi u Kliničko-Bolnički Centar Kragujevac u Zavod za Onkologiju gde ubrzo odlazi na bazični kurs u školi za obrazovanje kadrova instituta "Boris Kidrič" u Vinči gde se 1985. osposobio za rad sa otvorenim i zatvorenim izvorima radioaktivnog zračenja, a dodatne edukacije završio u  višemesečnom periodu na Institutu za Onkologiju i Radiologiju Medicinskog fakulteta u Beogradu.

- Bio je Upravnik Zavoda za Onkologiju i Nuklearnu medicinu Kliničko-Bolničkog Centra u Kragujevcu. 1988. Republički komitet za zdravlje i socijalnu politiku dodeljuje mu naziv Primarijusa.

## Priznanja i pohvale
U svom dugogodišnjem kliničkom radu kao lekar dobio je brojna priznanja i pohvale za uspešno rešavanje problema: 
- rano otkrivanje raka i prevencija malignih oboljenja genitalija i dojke,
- planiranje porodice,
- lečenje steriliteta,
- dijagnostika ginekoloških poremećaja i bolesti,
- organizovanje hirurškog rada
- savremeni pristup ante-natalnoj zastiti kao bitnom faktoru smanjenja peri-natalnih gubitaka i stvaranju zdravog podmlatka.

## Naučni rad
Napisao je i objavio na kongresima, simpozijumima, nedeljama i drugim različitim naučnim skupovima u Srbiji, Hrvatskoj i Jugoslaviji više od trideset naučno-istraživačkih i stručnih radova.